# Kujō Yoshitsune
Kujō Yoshitsune (九条良経? 1169 - 16 d'abril de 1206) va ser un cortesà d'alta categoria i poeta japonès que va viure a les acaballes de l'era Heian i començaments de l'era Kamakura. Va ser conegut també com Go-Kyōgoku Yoshitsune (後京極 良経?). El seu pare va ser Kujō Kanezane i la seva mare va ser la filla de Fujiwara no Sueyuki; va tenir com a esposa a la filla d'Ichijō Yoshiyasu i cosina de Minamoto no Yoritomo. Els seus fills van ser Kujō Michiie i Kujō Risshi, Emperadriu Chūgū de l'Emperador Juntoku.
El 1179 va rebre el Genpuku i va rebre el títol de Jugoi i de chambelán. Cap a 1180 va ser promogut a Shōgoi, a Jushii en 1183, a Shōshii en 1184 i a Jusanmi en 1185. També en 1185 va ser nomenat vice-governador de la província de Harima, en 1186 va ser promogut a Shōsanmi, en 1187 com a Shōsanmi, en 1187. Amb la mort sobtada del seu germà major Kujō Yoshimichi en 1188, el seu pare Kanezane ho va nomenar hereu de la família Kujō. En 1189 va ser promogut a Gonchūnagon i en el mateix any a Dainagon, cap a 1190 va ser nomenat per l'Emperador Go-Toba com Chūgū no Daibu o chambelán de la seva germanastra Kujō Ninshi de Taike Mon In, Emperadriu Chūgū de l'Emperador Go-Toba i en 1195 va ser nomenat com Naidaigon.
No obstant això, el 1196 va sorgir dins de la Cort Imperial una facció contrària a la influència del poder de Kanezane i els seus fills, dirigida per Takashina no Eishi i Minamoto no Michichika i va ocórrer el Cop de l'any set de Kenkyū, però va ser suprimida poc després i els seus conspiradors van ser confinats a l'exili o a la reclusió.
Yoshitsune va ser promogut a Sadaijin en 1199, després a Nairan en 1202 i en aquest mateix any com Sesshō (regent) de l'Emperador Tsuchimikado. Cap a 1204 va ser promogut a Juichii i com Daijō Daijin (Canceller del Regne), però renunciaria en 1205. En 1206 seria assassinat a la seva habitació, a l'edat de 38 anys. Es va tenir com a sospitós Sugawara no Tamenaga i es creu que el seu assassinat va tenir com a raó les relacions discordants entre Yoshitsune i el shogunat Kamakura, encara que mai no es va poder aclarir el cas.
Yoshitsune va ser conegut per les seves habilitats a la poesia waka, a la cal·ligrafia i a la poesia xinesa. Amb el patrocini i col·laboració del seu oncle, el monjo Jien, va participar en cercles poètics durant l'era Kenkyū i posteriorment dins dels cercles poètics del Retirat Emperador Go-Toba; també va participar en diversos concursos de waka. Va ser l'encarregat de fer el prefaci de l'antologia imperial Shin Kokin Wakashū. Un dels seus poemes es troba inclòs a l'Hyakunin Isshu.